# Хурме, Маркус
Маркус Хурме (фин. Markus Hurme; 1 февраля 1979, Вантаа, Финляндия) - финский сноубордист, выступавший в хафпайпе.
- Двукратный призёр чемпионата мира по сноуборду в хафпайпе (1997 и 2001);
- Призёр этапов Кубка мира (всего - 1 подиум).